# Al-Sabah
Al-Sabah – jeden z najpoczytniejszych dzienników irackich.
Wydawany przez korporację Iraqi Media Network.